# Ælfwine d'Angleterre
Pour les articles homonymes, voir Ælfwine.
Ælfwine d'Angleterre est un personnage créé par J. R. R. Tolkien dans le cadre des textes du Silmarillion.

## Histoire
Ælfwine d'Angleterre est un marin anglo-saxon du XIe siècle qui découvre la Voie Droite conduisant à l'île de Tol Eressëa, où il rencontre des Elfes qui lui racontent leur histoire.

## Conception et évolution
Ce personnage trouve son origine dans le marin Eriol, le rapporteur du Livre des contes perdus, la première mouture de la mythologie de Tolkien. Eriol est lui aussi un Anglo-Saxon, mais d'une époque antérieure : il vit au VIe siècle, à l'époque des premières vagues de colonisation de l'Angleterre par les Germains, et Tolkien en fait le père des héros semi-légendaires Hengist et Horsa, les fondateurs du royaume de Kent.
Eriol est assez rapidement remplacé par Ælfwine, dont l'histoire est censée constituer la conclusion des Contes perdus, mais elle n'a jamais été rédigée au-delà de quelques brouillons. Il reste présent dans les remodelages ultérieurs du Silmarillion, où il reçoit l'enseignement de Pengolodh, quoique son rôle soit de plus en plus effacé. Christopher Tolkien a choisi de faire disparaître toute mention du personnage dans son édition du Silmarillion, paru en 1977 : les informations sur ce personnage se trouvent dans les volumes de l'Histoire de la Terre du Milieu.